# Piled Higher and Deeper

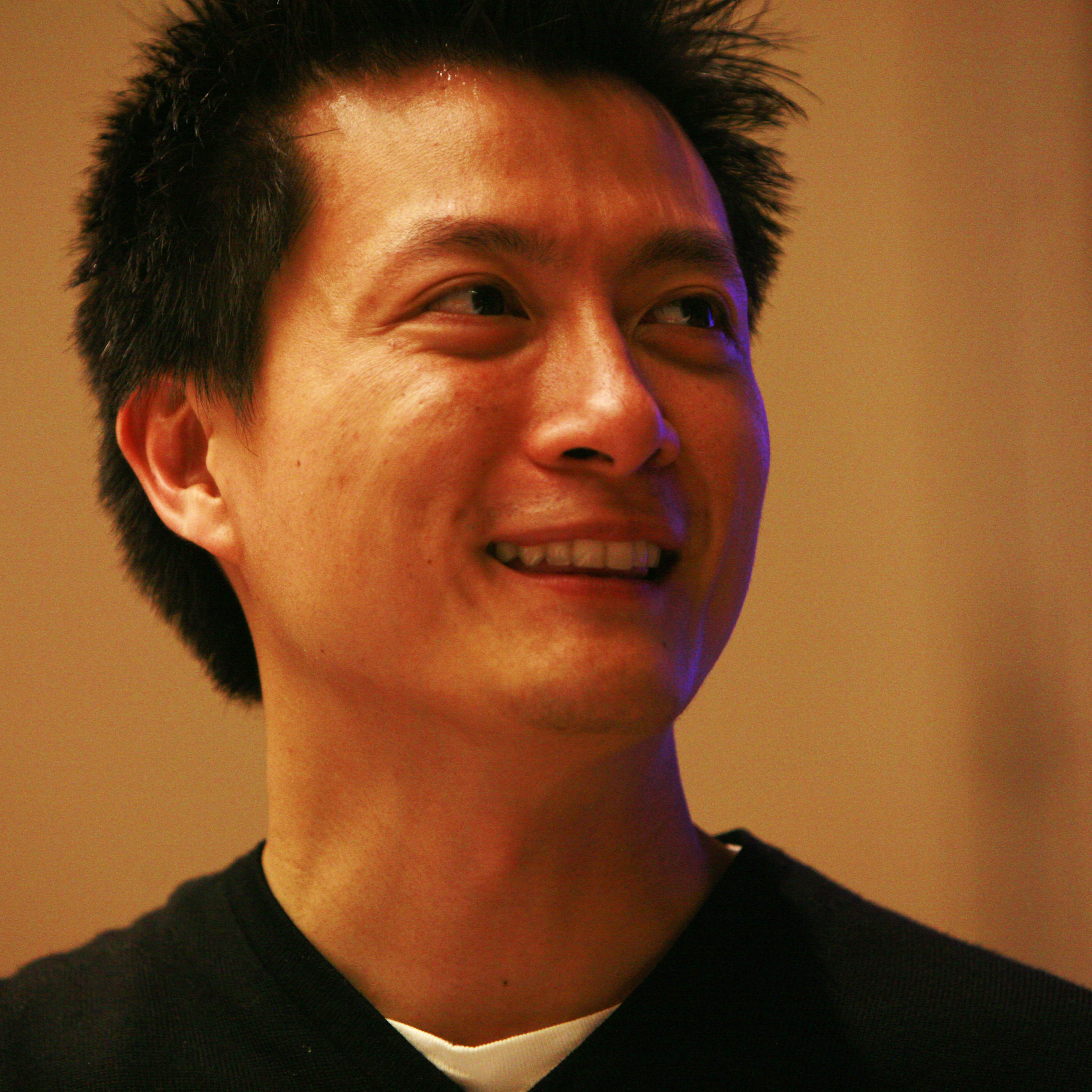
Jorge Cham, 2008.

Piled Higher and Deeper, PhD ou PhDComics est un WebComic créé par Jorge Cham. Il s'agit d'un ensemble de chroniques de la vie d’étudiants de troisième cycle à Stanford. Cette bande dessinée a la particularité de s'appuyer sur des expériences vécues (Jorge Cham a obtenu son doctorat en 2003). Beaucoup de doctorants et de jeunes docteurs se retrouvent dans ces chroniques. La série a connu une interruption à la fin de l'année 2018.

## Thèmes abordés
La bande dessinée traite des problématiques liées à l'occupation de doctorant :
- les problèmes liés à la recherche de financement,
- le harcèlement du directeur de thèse,
- l'exploitation des doctorants,
- la procrastination,
- la rédaction des premières publications, les premières conférences, etc.

## Personnages
- Le personnage sans nom.
- Cecilia : l'étudiante parfaite qui a du mal à admettre qu'elle est un geek (blog de Cecilia).
- Mike Slackenerny : le plus vieux post-doctorant du laboratoire. Mike vient de soutenir sa thèse avec succès (Félicitations). Sa principale préoccupation est de faire la sieste et de trouver un moyen de manger à l'œil.
- Tajel : la seule étudiante en sciences sociales, toujours prête à s'engager pour des causes politiques.
- Dee : la petite sœur du personnage sans nom qui aspire à devenir doctorant.
- Jen : la femme de Mike, également sa principale source de financement.
- Prof. Brian S. Smith : le directeur de thèse cynique et esclavagiste du personnage sans nom et de Mike.
- Prof. Rivera : le directeur de thèse de Tajel, dont la principale caractéristique est de ne porter aucun intérêt à ce que font ses doctorants.
- Prof. Jones : le directeur de thèse de Cécilia.